# Christianssæde
Christianssæde er en gammel herregård, som ligger i Skørringe Sogn nær Maribo på Lolland. Den var sæde for grevskabet Christianssæde (oprindelig kaldt Grevskabet Christiansborg) i Reventlow-slægtens besiddelse. Siden har herregården bl.a. tjent som børnehjem. I dag er den atter i privat eje. Den årlige lollandske Whitsun Festival finder sted i Christianssædes park. 

## Historie
Gården nævnes første gang i 1397 og hed oprindeligt Tostorp eller Taastrup. Hovedbygningen er opført i 1690 af Jens baron Juel (1631-1700) og dennes hustru Regitze Sophie f. Vind (1660-1692). I overensstemmelse med tidens arkitektur blev bygningen opført i nederlandsk barok. Over hoveddøren hænger et våbenskjold af sandsten til minde om bygherreparret Juel-Vind.
I 1729 købte Christian Ditlev Reventlow (1671-1738) herregården, og i kraft af sine store jordbesiddelser og tætte relation til den jævnaldrende Frederik IV (1671-1730) oprettede han grevskabet Christiansborg med hovedsæde vest for Maribo. Men allerede i 1741 skiftede grevskabet og herregården navn til Christianssæde.
Indtil 1870 stod Baggesens Eg på herregårdens jorde. Digteren Jens Baggesen havde beskrevet træet i 1787 i digtet "Landforvanlingen".
Slægten Reventlow besad Christianssæde i mere end 200 år, men efter lensafløsningens realitet i 1919 blev driften af grevskabet besværliggjort, og efter Christian Einar Ferdinand Ludvig Eduard greve Reventlows (1864-1929) død, måtte hustruen Lucie-Marie Ludovika Anastasia Adelheid Karole Hedwig von Haugwitz-Hardenberg grevinde Reventlow i 1934 opgive herregården på Lolland.
Under slægtens Reventlow besiddelse oplevede herregården to gennemgribende moderniseringer. Først omkring 1740, hvor Christian Detlev greve Reventlow (1710-1775) lod sig inspirere af Laurids de Thurahs (1706-1759) Eremitageslot i Dyrehaven. Og igen mellem 1878-1883, hvor enkegrevinden Benedicte (Benny) Christiane Reventlow (1834-1893) boede på herregården.
Efter 2. verdenskrig ophørte Christianssæde med at være et privathjem. I 1952 åbnede herregården op som børnehjem, og blev særligt hjemsted for store søskendeflokke, som af forskellige grunde ikke har et stabilt bagland. Blandt de tilhørende bygninger er Jägerhuset.
I 1979 brændte herregården, og børnene flyttede ud. Efter branden blev bygningen angrebet af ægte hussvamp, og alt interiør måtte destrueres.[kilde mangler]
I 1983 overtog Statens Bygningsfredningsfond ejendommen, og i samarbejde med arkitekt Jens Chr. Varming (1932-2020) blev Christianssæde ført tilbage til, hvad der menes at være herregårdens oprindelige skikkelse. I 2024 renoveres gården.
I dag er herregården og avlsgården delt i 2 gårde. Christianssæde gods er på 1144 hektar. Christianssæde avlsgård er på 210,5 hektar.

## Whitsun Festival
Siden 2022 har Christianssæde lagt grund til den lollandske festival Whitsun Festival, der afholdes i pinsen med herregårdens nuværende ejer Andreas Just Karberg som arrangør.

## Ejere af Christianssæde
- (1390-1397) Peder Lauridsen Huitfeldt
- (1397-1410) Henning Kabel
- (1410) Abel Henningsdatter Kabel gift Huitfeldt
- (1410-1430) Niels Lauridsen Huitfeldt
- (1430-1460) Peder Nielsen Huitfeldt
- (1460) Anne Nielsdatter Huitfeldt gift Lunge
- (1460-1470) Tyge Lunge
- (1470) Maren Tygesdatter Lunge gift Brahe
- (1470-1487) Axel Brahe
- (1487-1500) Maren Tygesdatter Lunge gift Brahe
- (1500-1530) Aage Axelsen Brahe
- (1530-1545) Beate Jensdatter Ulfstand gift Brahe
- (1545) Beate Aagesdatter Brahe gift Lykke
- (1545-1587) Jørgen Lykke
- (1587-1602) Beate Aagesdatter Brahe gift Lykke
- (1602) Kirsten Jørgensdatter Lykke gift Grubbe
- (1602-1620) Eiler Grubbe
- (1620-1640) Jørgen Grubbe
- (1640-1653) Christian Grubbe
- (1653-1667) Jokum von Gersdorff
- (1667-1669) Jens Rodsteen
- (1669-1686) Poul von Klingenberg
- (1686-1700) Lensbaron Jens Juel
- (1700-1702)
- (1702-1708) Vilhelm baron Gyldencrone
- (1708-1710) Anne Vind Banner gift (1) Gyldencrone (2) Rantzau
- (1708-1728) Hans Rantzau
- (1728-1738) Christian Ditlev lensgreve Reventlow
- (1738-1775) Christian Ditlev lensgreve Reventlow, ovenståendes søn
- (1775-1827) Christian Ditlev Frederik lensgreve Reventlow, ovenståendes søn
- (1827-1851) Christian Ditlev lensgreve Reventlow, ovenståendes søn
- (1851-1875) Ferdinand Carl Otto lensgreve Reventlow, ovenståendes søn
- (1875-1929) Christian Einar Ferdinand Ludvig Eduard lensgreve Reventlow, ovenståendes søn
- (1929-1934) Lucie Marie Ludovika Anastasia Adelheia Karola Hedwig komtesse Haugwitz-Hardenberg-Reventlow gift (1) Reventlow (2) Walker, ovenståendes kone
- (1934-1938) Peter Christian Ege Olsen
- (1938-1948) Frederik F. Wessel (hovedbygningen)
- (1948-1952) H. Simonsgaard (hovedbygningen)
- (1952-1985) Lolland-Falsters Plejehjemsforening (hovedbygningen)
- (1985-1998) Elisabeth Kruse / Peer Poulsen (hovedbygningen)
- (1998-2008) Stig Husted-Andersen (hovedbygningen)
- (1938-1953) Peter Christian Ege Olsen (avlsgården)
- (1953-1980) Johannes Ege Olsen (avlsgården)
- (1980-1998) Johannes Ege Olsen / Peter Ege Olsen (avlsgården)
- (1998-) Anders Ege Olsen / Peter Christian Ege Olsen (avlsgården)
- (2008-2019) Boet efter Stig Husted-Andersen (hovedbygningen)
- (2019-) Andreas Just Karberg (hovedbygningen og Kristianssæde Skov)

## Ekstern henvisning
- - fra Dansk Center for Herregårdsforskning Arkiveret 11. februar 2017 hos  Wayback Machine